# Panasonic Q
Panasonic Q （有时称作 Q 或 GameQ）是由松下電器与任天堂合作制作的GameCube和DVD播放器的混合主机。该主机仅在日本正式发布。GameCube主要竞争对手Xbox和PlayStation 2都支持播放DVD光盘，而GameCube因游戏使用特殊的任天堂光盘格式，相对应使用小光盘托盘。所以不支持DVD光盘的播放功能。松下为GameCube进行了重新设计，并命名为Q。获得了任天堂的授权，于2001年12月13日发布。

## 发展
任天堂将其游戏技术授权给松下的非常规决定是Matsushita（松下品牌的拥有者）和任天堂之间达成的一项协议的结果。任天堂签署Matsushita作为GameCube的光盘驱动器的生产商，同时也同意Matsushita生产一款能够玩GameCube游戏的DVD系统。
由于销售量低迷，Q在2003年12月18日停止生产。

## 硬件和配件

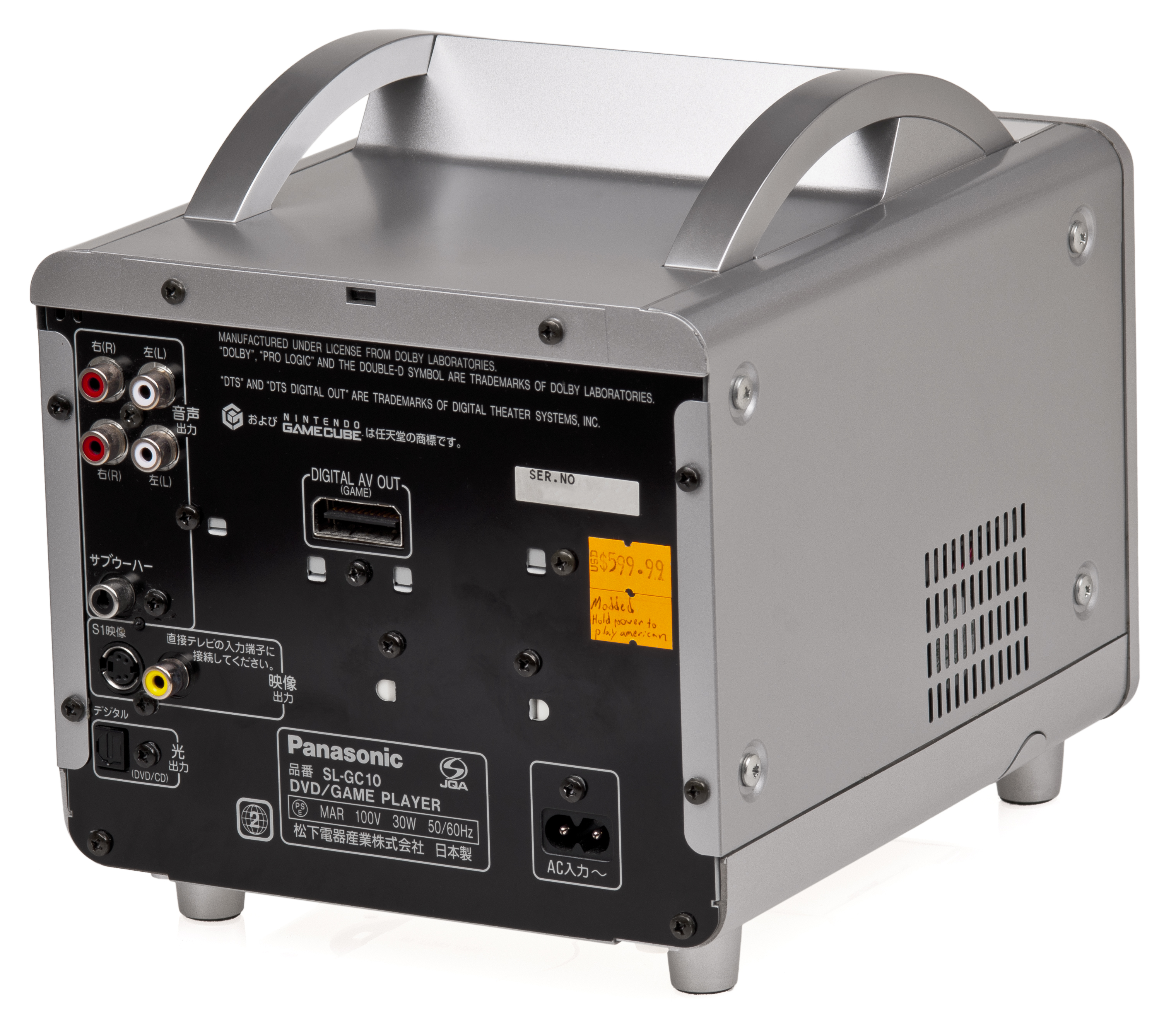
Panasonic Q的背面

Q相较于GameCube在上方新增了一块背光LCD，上置的光驱改为前置式插槽光盘托盘，新增支持杜比数字 5.1或DTS的光纤声音输出接口，新增独立的低音接口，改为金属外壳并在底部新增四个支撑脚。
Q配备了灰色标为松下品牌的控制器和遥控器，其控制器与GameCube控制器除徽标外无任何区别。Q能够安装所有的GameCube硬件升级，但标准的Game Boy Player模块不能直接安装在Q上，这是因为Q的底部新增了四个支撑脚，需要专门为其设计的特殊松下Q Game Boy Player模组。